# Višnja (ime)
Višnja je žensko osebno ime.

## Izvor imena
Ime Višnja je južnoslovanskega izvora in izhaja iz naziva drevesa ali sadeža višnja. 

## Izpeljanke imena
- ženska oblika imena: Višnjica
- moška oblika imena: Višnjić; ime je metronim - tj. izpeljan je iz materinega imena.

## Pogostost imena
Po podatkih Statističnega urada Republike Slovenije je bilo na dan 31. decembra 2007 v Sloveniji število ženskih oseb z imenom Višnja: 105.

## Osebni praznik
Imena Višnja ni v naših koledarjih.